# 津守通
津守 通（つもり の とおる）は、奈良時代の貴族・陰陽師。名は道とも記される。姓は連。官位は従五位上・美作守。

## 経歴
天武朝において大津皇子と石川郎女との密通を占術によって露見させたらしく、そのことに関して大津皇子が読んだ和歌が『万葉集』に採録されている
元明朝の和銅7年（714年）正七位上から五階昇進して従五位下に叙爵し、美作守に任ぜられる。養老5年（721年）百官のうちで学業に優れて模範となるべき者に対して後進の励みとするために、元正天皇から特別に褒賞を与えることになったが、通は大津首に次いで陰陽に優れていることを賞され、絁10疋・絹糸10絇・麻布20端・鍬20口を与えられている。養老7年（723年）従五位上に昇叙された。神亀元年（724年）外孫の忍海手人大海ら兄弟6人が手人（工匠）の呼称を除いて外祖父の氏姓である津守連姓に改姓している。
『藤氏家伝』において陰陽の筆頭として記されている。

## 官歴
『続日本紀』による。
- 時期不詳：正七位上
- 和銅7年（714年） 正月5日：従五位下。10月13日：美作守
- 養老5年（721年） 正月27日：賜絁10疋・絹糸10絇・麻布20端・鍬20口
- 養老7年（723年） 正月10日：従五位上

## 系譜
- 父：津守大海[4]
- 母：不詳
- 生母不明の子女
  - 男子：津守桙麻呂[4]
  - 男子：津守首古[4]
  - 女子：津守秋夜売 - 忍海黒万呂室[4]